# Wahlen im Kanton Aargau 2024
Bei den Wahlen im Kanton Aargau 2024 wurden die 140 Mitglieder des Grossen Rates (Parlament) und die fünf Mitglieder des Regierungsrats (Regierung) für die Legislaturperiode 2025–2028 neu gewählt. Die Grossratswahlen und der erste Wahlgang der Regierungsratswahlen fanden am 20. Oktober 2024 statt, ein allfälliger zweiter Wahlgang wäre am 24. November 2024 erfolgt.
- Grüne: 10
- SP: 23
- EVP: 5
- GLP: 11
- Mitte: 18
- FDP: 22
- SVP: 48
- EDU: 3

## Wahlverfahren

### Grosser Rat
Für das Wahlverfahren sind die Verfassung des Kantons Aargau sowie das Grossratswahlgesetz massgebend.
Der Grosse Rat (Legislative) umfasst 140 Sitze und wird alle vier Jahre nach Proporz neu gewählt. Die elf Wahlkreise entsprechen den Aargauer Bezirken. Die Zahl der Grossräte pro Wahlkreis ergibt sich aus der Bevölkerungszahl per Ende 2022. Durch das doppeltproportianale Zuteilungsverfahren («doppelter Pukelsheim») werden die Sitze zuerst nach dem gesamtkantonalen Ergebnis an die Listengruppen (Oberzuteilung) und die erzielten Sitze dann auf die Wahlkreislisten verteilt (Unterzuteilung). Eine Listengruppe besteht aus gleichnamigen Listen in verschiedenen Wahlkreisen. Für die Teilnahme an der Sitzverteilung muss eine Listengruppe in mindestens einem Wahlkreis die Fünf-Prozent-Hürde oder auf gesamtkantonaler Ebene die Drei-Prozent-Hürde erreichen. Listenverbindungen sind nicht möglich.
In jedem Wahlkreis dürfen die Wahlvorschläge (Listen) maximal so viele Kandidaten umfassen, wie Sitze zu vergeben sind. Jeder Kandidat muss im Wahlkreis wohnhaft sein und darf nur einmal auf einer Liste aufgeführt sein. Jeder Wahlvorschlag muss von mindestens 15 Wahlberechtigten unterzeichnet werden.
Jeder Wähler kann so viele Kandidaten wählen, wie Sitze zu vergeben sind, und durch Panaschieren und Kumulieren einem Kandidaten höchstens zwei Stimmen geben. Jede Stimme für einen Kandidaten zählt zunächst als Listenstimme für die Sitzzuteilung auf die Listen und danach als Stimme für den Kandidaten bei der Verteilung der Sitze auf die Listenkandidaten.
| Wahlkreis (Bezirk) | Sitze (± zu 2020) |
| ------------------ | ----------------- |
| Aarau              | 16                |
| Baden              | 29 (−1)           |
| Bremgarten         | 16                |
| Brugg              | 10                |
| Kulm               | 09                |
| Laufenburg         | 07                |
| Lenzburg           | 13                |
| Muri               | 08 (+1)           |
| Rheinfelden        | 10                |
| Zofingen           | 15                |
| Zurzach            | 07                |

### Regierungsrat
Das Wahlverfahren ist im Gesetz über die politischen Rechte geregelt.
Der Regierungsrat (Exekutive) umfasst fünf Sitze, die ebenfalls alle vier Jahre neu gewählt werden. Die Regierungsratswahl findet immer gleichzeitig zur Grossratswahl statt. Die Sitze werden nach dem Mehrheitswahlrecht vergeben. Gewählt sind im ersten Wahlgang diejenigen Kandidaten, die das absolute Mehr (Anzahl gültige Stimmen geteilt durch die doppelte Anzahl der Sitze) erreicht haben. Sollte dies auf mehr Kandidaten zutreffen, als Sitze zu vergeben sind, sind jene fünf Kandidaten mit der höchsten Stimmenzahl gewählt. Werden im ersten Wahlgang nicht alle Sitze besetzt, findet ein zweiter Wahlgang statt, in dem das relative Mehr gilt, die Kandidaten mit der höchsten Stimmenzahl sind also gewählt. Im zweiten Wahlgang ist auch eine stille Wahl möglich.
Ein Wahlvorschlag muss vor jedem Wahlgang von mindestens 10 Wahlberechtigten unterzeichnet werden. Die Namen der gültigen Kandidaturen erscheinen auf dem Wahlzettel. Allerdings kann im ersten Wahlgang jede wahlberechtigte Person gültige Stimmen erhalten.
Das Amt des Landammanns und des Landesstatthalters rotiert jährlich.

## Kandidaturen

### Grosser Rat
Wahlvorschläge für den Grossen Rat konnten bis zum 29. Juli 2024 eingereicht werden. Insgesamt traten 15 Listengruppen mit 405 Kandidatinnen und 618 Kandidaten an. Die im Grossrat vertretenen Parteien (Listen 1–8) traten in allen Wahlkreisen an. Die LOVB trat in drei Wahlkreisen an, die übrigen Listen jeweils nur in einem.
| Listennummer | Listenbezeichnung                                              |
| ------------ | -------------------------------------------------------------- |
| 01           | SVP – Schweizerische Volkspartei                               |
| 02           | SP – Sozialdemokratische Partei und JUSO                       |
| 03           | FDP.Die Liberalen und Jungfreisinnige                          |
| 04           | DieMitte.Miteinander.Für den Aargau.                           |
| 05           | Grüne und Junge Grüne                                          |
| 06           | GLP – Grünliberale Partei                                      |
| 07           | EVP – Evangelische Volkspartei                                 |
| 08           | EDU – Eidgenössisch-Demokratische Union                        |
| 09           | LOVB – Lösungs-Orientierte-Volks-Bewegung                      |
| 10           | PPAG – Piratenpartei                                           |
| 11           | Fit – Freiheit                                                 |
| 12           | NB – Neues Bewusstsein                                         |
| 13           | DBP – DieBürgerPartei                                          |
| 14           | MASS-VOLL! Bewegung für Freiheit, Souveränität und Grundrechte |
| 15           | Musikpartei                                                    |

### Regierungsrat
Die Frist zur Einreichung von Wahlvorschlägen lief am 23. August 2024 ab. Insgesamt gab es offiziell sechs Kandidatinnen und acht Kandidaten. Im ersten Wahlgang waren jedoch alle Wahlberechtigten wählbar.
Die bisherigen Regierungsräte Stephan Attiger (FDP), Markus Dieth (Mitte), Dieter Egli (SP) und Jean-Pierre Gallati (SVP) traten erneut zur Wahl an. Alex Hürzeler (SVP) verzichtete nach 16 Jahren auf eine erneute Kandidatur. Seine Partei nominierte als Ersatz die Nationalrätin Martina Bircher. Die bereits im Regierungsrat vertretenen Parteien verzichteten darauf, weitere Sitze anzugreifen.
Von den weiteren im Grossen Rat vertretenen Parteien nominierten die Grünen die Grossrätin Ruth Müri und die GLP Nationalrat Beat Flach als Kandidaten. Die EVP und die EDU verzichteten auf eigene Kandidaturen.
Weitere Kandidaten waren Ilayda Barth, Melanie Del Fabro und Paula Sommer (alle JUSO), Pius Lischer (ig-gesundheit.ch), Thomas Rudolf Schmid (DBP), Theres Schöni (LOVB) und Stephan Zurfluh (Musikpartei).

## Umfragen
| Institut/Auftraggeber        | Zeitraum              | Befragte | SVP    | SP     | FDP    | Mitte  | Grüne  | GLP   | EVP   | EDU   | Sonst. |
| ---------------------------- | --------------------- | -------- | ------ | ------ | ------ | ------ | ------ | ----- | ----- | ----- | ------ |
| Opinionplus/Aargauer Zeitung | 26.08.2024–09.09.2024 | 1012     | 35,2 % | 16,5 % | 14,0 % | 12,1 % | 7,7 %  | 8,3 % | 4,0 % | 1,4 % | 0,8 %  |
| Opinionplus/Aargauer Zeitung | 22.05.2024–07.06.2024 | 2403     | 33,4 % | 16,3 % | 14,2 % | 12,2 % | 7,8 %  | 8,8 % | 4,3 % | 1,5 % | 1,5 %  |
| Letzte Wahl                  | 18.10.2020            |          | 30,3 % | 16,6 % | 14,7 % | 12,8 % | 10,0 % | 9,2 % | 4,2 % | 1,6 % | 0,6 %  |

| Institut/ Auftraggeber | Opinionplus/ Aargauer Zeitung | Opinionplus/ Aargauer Zeitung |
| ---------------------- | ----------------------------- | ----------------------------- |
| Zeitraum               | 23.05.24–07.06.24             | 26.08.24–09.09.24             |
| Befragte               | 2403                          | 1012                          |
| Markus Dieth           | 47,6 %                        | 56,9 %                        |
| Stephan Attiger        | 46,2 %                        | 53,4 %                        |
| Jean-Pierre Gallati    | 45,9 %                        | 53,2 %                        |
| Dieter Egli            | 42,3 %                        | 51,0 %                        |
| Martina Bircher        | 38,1 %                        | 45,2 %                        |
| Beat Flach             | 34,6 %                        | 44,1 %                        |
| Ruth Müri              | 23,0 %                        | 29,3 %                        |

## Ergebnisse der Grossratswahlen
Die Sieger der Grossratswahlen waren die rechten Parteien, voran die SVP, welche 5 Sitze dazugewann. Auch die FDP und EDU gewannen jeweils einen Sitz dazu. Nicht verändert hat sich die Sitzzahl der SP und der Mitte (trat 2020 noch als CVP an). Verloren haben die Grünen (−4 Sitze), die GLP (−2 Sitze) sowie die EVP (−1 Sitz). Das Ergebnis bestätigt das Resultat der Nationalratswahl 2023, in der sich bereits ein Erstarken der Rechten und Verlust der Linken abzeichnete.
|  | Partei                             | Wähler | Prozent (+/−) | Prozent (+/−) | Sitze (+/−) | Sitze (+/−) |
|  | ---------------------------------- | ------ | ------------- | ------------- | ----------- | ----------- |
|  | Schweizerische Volkspartei         | 46'333 | 33,90 %       | + 3,60 %p     | 48          | + 5         |
|  | Sozialdemokratische Partei         | 22'053 | 16,14 %       | − 0,41 %p     | 23          | ± 0         |
|  | FDP.Die Liberalen                  | 20'976 | 15,35 %       | + 0,64 %p     | 22          | + 1         |
|  | Die Mitte                          | 17'570 | 12,86 %       | +0,05 %p      | 18          | ± 0         |
|  | Grüne                              | 10'166 | 7,44 %        | − 2,57 %p     | 10          | − 4         |
|  | Grünliberale Partei                | 11'215 | 8,21 %        | − 1,03 %p     | 11          | − 2         |
|  | Evangelische Volkspartei           | 5'311  | 3,89 %        | − 0,32 %p     | 5           | − 1         |
|  | Eidgenössisch-Demokratische Union  | 2'473  | 1,81 %        | + 0,21 %p     | 3           | + 1         |
|  | Lösungs-Orientierte Volks-Bewegung | 119    | 0,09 %        | − 0,19 %p     | 0           | ± 0         |
|  | Piratenpartei                      | 133    | 0,10 %        | + 0,02 %p     | 0           | ± 0         |
|  | Fit – Freiheit                     | 104    | 0,08 %        | neu           | 0           | neu         |
|  | Mass-Voll                          | 88     | 0,06 %        | neu           | 0           | neu         |
|  | DieBürgerPartei                    | 73     | 0,05 %        | neu           | 0           | neu         |
|  | Musikpartei                        | 48     | 0,03 %        | neu           | 0           | neu         |
|  | Neues Bewusstsein                  | 15     | 0,01 %        | neu           | 0           | neu         |

Stärkste Partei nach Wahlkreisen und Sitzverteilung
Stärkste Partei nach Gemeinden

## Ergebnisse der Regierungsratswahlen
Bei den Regierungsratswahlen sind die Amtsinhaber Markus Dieth (Mitte), Stephan Attiger (FDP), Jean-Pierre Gallati (SVP) und Dieter Egli (SP) bestätigt worden. Neu gewählt wurde Martina Bircher (SVP). Da die fünf stimmenstärksten Kandidaten das absolute Mehr erreicht haben, sind sie im ersten Wahlgang direkt gewählt, somit entfällt der zweite Wahlgang. Das absolute Mehr lag bei 59'719 Stimmen.
|  | Kandidat                     | Partei      | Stimmen | % des abs. Mehrs | Ergebnis |
|  | ---------------------------- | ----------- | ------- | ---------------- | -------- |
|  | Markus Dieth (bisher)        | Mitte       | 96'742  | 162,00           | gewählt  |
|  | Stephan Attiger (bisher)     | FDP         | 94'648  | 158,49           | gewählt  |
|  | Jean-Pierre Gallati (bisher) | SVP         | 86'876  | 145,47           | gewählt  |
|  | Dieter Egli (bisher)         | SP          | 84'254  | 141,08           | gewählt  |
|  | Martina Bircher              | SVP         | 68'127  | 114,08           | gewählt  |
|  | Beat Flach                   | GLP         | 46'717  | 78,23            |          |
|  | Ruth Müri                    | Grüne       | 46'661  | 78,13            |          |
|  | Ilayda Barth                 | JUSO        | 13'860  | 23,21            |          |
|  | Melanie Del Fabro            | JUSO        | 11'400  | 19,09            |          |
|  | Paula Sommer                 | JUSO        | 10'192  | 17,07            |          |
|  | Theres Schöni                | LOVB        | 5'950   | 9,96             |          |
|  | Stephan Zurfluh              | MuPa        | 5'633   | 9,43             |          |
|  | Thomas Rudolf Schmid         | DBP         | 5'435   | 9,10             |          |
|  | Pius Lischer                 | IGG         | 4'841   | 8,11             |          |
|  | Vereinzelte                  | Vereinzelte | k. A.   |                  |          |